# Спогади про «Зоряний пил»
«Спогади про «Зоряний пил»» («Stardust Memories») — американський кінофільм 1980 року, знятий режисером Вуді Алленом на кіностудії .

## Сюжет
В успішного режисера Сенді Бейтса життя пішло під укіс. Публіка не сприймає його як серйозного автора, від нього за звичкою чекають комедій. Він втомився від шанувальників. Він постійно свариться з двома своїми коханками. За один вікенд він переглядає погляди на своє життя, особисте і творче.

## У ролях
- Вуді Аллен — головна роль
- Сенді Бейтс — головна роль
- Елі Мінтц — головна роль
- Сільвія Девіс — головна роль
- Шарлотта Ремплінґ — Доррі
- Хелен Ханфт — Вів'єн Оркін
- Анна Де Сальво — Деббі, сестра Сенді
- Джудіт Коен — роль другого плану
- Джоан Ньюман — мати Сенді
- Мадлен Морофф — роль другого плану
- Кен Чепін — батько Сенді
- Леонардо Чиміно — психоаналітик Сенді
- Боб Марофф — Джері Абрахам
- Девід Ліпман — роль другого плану
- Джей І Бокер — роль другого плану
- Джек Роллінз — директор кінокомпанії
- Леслі Сміт — роль другого плану
- Рене Ліппін — піарниця Сенді
- Ірвінг Метцмен — адвокат Сенді
- Ерік Ван Валкенбург — роль другого плану
- Брент Спайнер — роль другого плану
- Марі-Крістіна Барро — Ісобель
- Емі Райт — Шеллі
- Тоні Робертс — Тоні
- Джон Ротмен — Джек Абель
- Деніел Стерн — актор
- Джессіка Харпер — Дейзі
- Шерон Стоун — симпатична дівчина в поїзді
- Майкл Занелла — епізод
- Рой Броксміт — епізод
- Філомена Спаньоло — епізод
- Майкл Горрін — епізод
- Стенлі Екерман — епізод
- Ноель Бен — епізод
- Едвард С. Коткін — епізод
- Лаура Делано — епізод
- Ліза Фрідман — епізод
- Моріс Шрог — епізод
- Паула Рафло — епізод
- Джордан Дервін — епізод
- Тоні Азіто — епізод
- Карл Дон — епізод
- Енн Ріслі — епізод
- Бенджамін Рейсон — епізод
- Димітрі Василопулос — епізод
- Віктор Труро — епізод
- Ірвін Кійз — епізод
- Бонні Хеллман — епізод
- Вейн Максвелл — епізод
- Синтія Гібб — епізод
- Перрі Гевіртц — епізод
- Е. Браян Дін — епізод
- Філіп Ленковський — епізод
- Кенні Венс — епізод
- Слоан Босніак — епізод
- Енні Корзен — епізод
- Вейд Барнс — епізод
- Гебріел Барр — епізод
- Марта Шерілл — епізод
- Джейд Барі — епізод
- Деніел Х. Фрідман — епізод
- Джеймс Отіс — епізод
- Ларго Вудрафф — епізод
- Еліс Співак — епізод
- Армін Шімерман — епізод
- Джон Думаньян — епізод
- Джек Холландер — епізод
- Алан Остін — епізод
- Луїза Лессер — епізод, секретарка Сенді
- Ларейн Ньюман — епізод, директор кінокомпанії

## Знімальна група
- Режисер — Вуді Аллен
- Сценарист — Вуді Аллен
- Оператор — Гордон Вілліс
- Композитор — Дік Хімен
- Художник — Мел Бурн
- Продюсери — Чарльз Х. Йоффе, Джек Роллінз